# Chitinolagena
Chitinolagena es un género de foraminífero bentónico de la subfamilia Allogromiinae, de la familia Allogromiidae, del suborden Allogromiina y del orden Allogromiida. Su especie tipo es Chitinolagena gutta. Su rango cronoestratigráfico abarca el Caradociense (Ordovícico superior).

## Clasificación
Chitinolagena incluye a la siguiente especie:
- Chitinolagena gutta †